# Kostera (województwo świętokrzyskie)
Kostera – wieś w Polsce położona w województwie świętokrzyskim, w powiecie buskim, w gminie Gnojno.
Była wsią klasztoru norbertanek buskich w województwie sandomierskim w ostatniej ćwierci XVI wieku. 
W latach 1975–1998 miejscowość administracyjnie należała do województwa kieleckiego.